# Мухаммад I аль-Мустансир
Абу Абдаллах Мухаммад I аль-Мустансир (араб. أبو عبد الله محمد المستنصر; нар. 1228–1277) — 2-й султан в 1249—1277 роках, 1-й халіф Держави Хафсідів з 1253 року.

## Життєпис
Син султана Абу Закарії Ях'ї I. Народився 1228 року. 1246 року оголошений спадкоємцем трону з титулом еміра. Після смерті батька 1249 року здобув владу. Продовжив політику батька щодо економічного і політичного зміцнення держави, залучення мігрантів з Аль-Андалуса. Проте не зміг змусити тайфу Сеути і Гранадський емірат визнати свою зверхність.
Також налагоджувалися торгівельні контакти з італійськими державами: 1251 року було укладено угоди з Генуезькою і Венеціанською республіками терміном 10 і 40 років відповідно.
1253 року оголосив себе халіфом на тій підставі, що начебто вів свій родовід від праведного халіфа Умара ібн аль-Хаттаба. Того ж року придушив повстання свого брата Ібрагіма, що вимушен був тікати до Гранади. 1255 року уклав мирну угоду з маринідським султаном Абу Ях'я Абу Бакром, що визнав його халіфом. Також заянідський султан Ягморасан ібн Заян підтвердив свою залежність від Держави Хафсідів. 1259 року завдяки дипломатичним зусиллям його статус визнали шаріфи Мекки і єгипетський султан Кутуз. Проте вже після перемоги останнього над монголами у 1260 році новим халіфом в Каїрі було оголошено Аббасида — Аль-Мустансира II. Це спричинило протистояння з Єгиптом, яке мало не переросло у війну. Лише під загрозою вторгнення хрестоносців новий султан Бейбарс відмовився від планів вторгнення до Триполітанії, що належала Хафсідам.
1263 року розірвав до того дружні відносини з королівством Арагон через тиск на Мухаммада, еміра Мурсії. 1264 року зверхність халіфа Хафсідів визнав гранадський емір Мухаммад I. 1264 року оновив торгівельну угоду з Пізанською республікою. Разом з тим продовжив батьківську політику мирного існування з Гогенштауфенами. 1265 року підтримав Манфреда, короля Сицилії, у протистоянні з Карлом Анжуйським. Після перемоги останнього відмовився сплачувати мита за ввезення до своєї держави сицилійського зерна, як до того робив при пануванні Гогенштауфенів.
1267 році французький король Людовик IX та його брат Карл I, король Сицилії, стали планувати Восьмий хрестовий похід. Його у 1269 році вирішено було почати з Тунісу. Король Франції вважав, що Мухаммада I можна було б переконати перейти до християнства, якщо йому надали б військову підтримку проти султана Бейбарса. 1270 року війська французів висадилися біля руїн Карфагену, а потім почали облогу Тунісу. Проте серед хрестоносців почалися хвороби, що переросли в епідемії, під час якої помер Людовик IX. Проте невдовзі в Африці висадився Карл I, що перейшов у наступ. Зрештою Мухаммад I мусив укласти мирний договір, за умовами якого халіф зобов'язався сплачувати данину королю Карлу I в 10 тис. срібних динарів, компенсацію за витрати на війну в розмірі 210 тис. унцій золота, марсельські, генуезькі сицилійські купці отримали свободу торгівлі. Також християнським священникам було дозволено оселятись у місті та проповідувати в місцевих храмах. У 1272 році сплатив данину і компенсацію представникам сицилійського короля.
Багато зробив для розвитку міст, насамперед Тунісу. Також наказав відремонтувати та провести далі давньоримський водогін від Карфагену до Тунісу. Біля Бізерти розпланував мисливський парк.
Помер у 1277 році. Йому спадкував син Абу Закарія Ях'я II.

## Творчість
У 1247 році написав книгу «Про полювання», де докладно описав способи полювання в Північній Африці. Особливо цікавим є розділ про полювання з салукі, який вчить мисливця, як керувати цією твариною та як полювати з нею. Інші аспекти книги стосуються навчання та управління соколами та інших методів полювання в Іфрікії.